# 朱鴻基
朱鴻基（？—1648年），《清史列传》作李洪基，明朝宗室后裔，被榆园军拥立为忠义王。
永历二年（1648年）山东榆园军首领曹化鲸、李名让、张学胤等人拥立明朝宗室鎮國將軍朱凤鸣養子朱鸿基为忠义王，建元天正。收复曹县、曹州（今山东省菏泽市牡丹区），斩杀清朝參領甘他、哈图法，收复定陶、城武。而后北攻濮州，东攻巨野，西攻东明。同年九月，济尔哈朗攻克曹县，朱鸿基、曹化鲸被捕后磔刑于市。